# حكي الحوارة
حكي الحوارة منطقة عراقية فيها تلال، في ناحية الشبكة بقضاء النجف بمحافظة النجف، بصحراء الحجرة بالبادية العراقية، جنوب غرب العراق. قال عايد الزاملي في كتابه (تحليل جغرافي لتباين أشكال سطح الأرض في محافظة النجف) "تشكل الجروف المتباينةُ الاتجاه شكلاً مميزاً فيها، فمنها القليلة الارتفاع التي يتراوح ارتفاعها بين (3-6) والذي يُسمى محلياً (حكي) مثل حكي السنكريات وحكي البسيطة وحكي واكصة الممتد من الشبرم مارّاً على فيضة أم الشري باتجاه مدينة الشبكة حتى رجم آل حمود وحكي الحوارة".